# (1897) Hind
(1897) Hind (1974 UE1; 1957 SG) ist ein Asteroid des Hauptgürtels, der am 26. Oktober 1971 vom tschechischen Astronomen Luboš Kohoutek in der Hamburger Sternwarte (Sternwarten-Code 029) im Hamburger Stadtteil Bergedorf entdeckt wurde.
Der Asteroid wurde nach dem britischen Astronomen John Russell Hind (1823–1895) benannt, der als Herausgeber des für die damalige Schifffahrt wichtigen Nautical Almanac bekannt wurde.